# Luci Postumi Albí Regil·lensis
Luci Postumi Albí Regil·lensis (en llatí: Lucius Postumius Albinus Regillensis), va ser un polític romà. Formava part de la gens Postúmia i era de la branca dels Albí.
L'any 389 aC va ser elegit tribú amb potestat consular amb Luci Valeri Publícola, Luci Virgini Tricost, Aulus Manli Capitolí, Luci Emili Mamercí i Publi Corneli.
Durant el tribunat els romans, dirigits per Marc Furi Camil, nomenat dictador per tercera vegada, van derrotar els volscs, que van signar la seva rendició després de 70 anys de combat, els eques i els etruscs, que havien assetjat la ciutat aliada de Sutri.
L'any 381 aC. va ser elegit un altre cop tribú consular amb Marc Furi Camil, Luci Lucreci Flavus Triciptí, Aulus Postumi Albí Regil·lensis, Luci Furi Medul·lí i Marc Fabi Ambust.
Marc Furi Camil i Luci Furi Medul·lí van ser els encarregats de fer la guerra contra els volscs que havien ocupat Sàtricum, cosa que va provocar una posterior declaració de guerra contra la ciutat aliada de Túsculum.